# Stylocheiron carinatum
Stylocheiron carinatum is een krillsoort uit de familie van de Euphausiidae. De wetenschappelijke naam van de soort werd in 1883 voor het eerst geldig gepubliceerd door Georg Ossian Sars.